# Igor' Michajlovič Makarov
Igor' Michajlovič Makarov (И́горь Миха́йлович Мака́ров; Saratov, 22 ottobre 1927 – Mosca, 2013) è stato un ingegnere russo esperto di controlli automatici.
Nel 1974 divenne membro dell'Accademia delle scienze dell'URSS, mentre nel 1953 entrò nelle file del PCUS.
Dopo essersi laureato all'Istituto dell'aviazione di Mosca nel 1950, lavorò all'Istituto dei problemi di controllo. Nel 1961 iniziò a insegnare presso l'Istituto di ingegneria radiofonica , elettronica e automazione di Mosca. Dal 1962 al 1975 lavorò nell'apparato amministrativo del Comitato centrale del PCUS. Nel 1975 venne nominato viceministro dell'Istruzione superiore e secondaria specializzata dell'URSS.
Le sue opere principali trattano la teoria dei sistemi di controllo automatico, i principi della costruzione e progettazione di apparecchiature di automazione, la selezione di strutture per sistemi di ingegneria integrati e la teoria della progettazione, analisi e valutazione della qualità.